# Mercury Insurance Open 2011

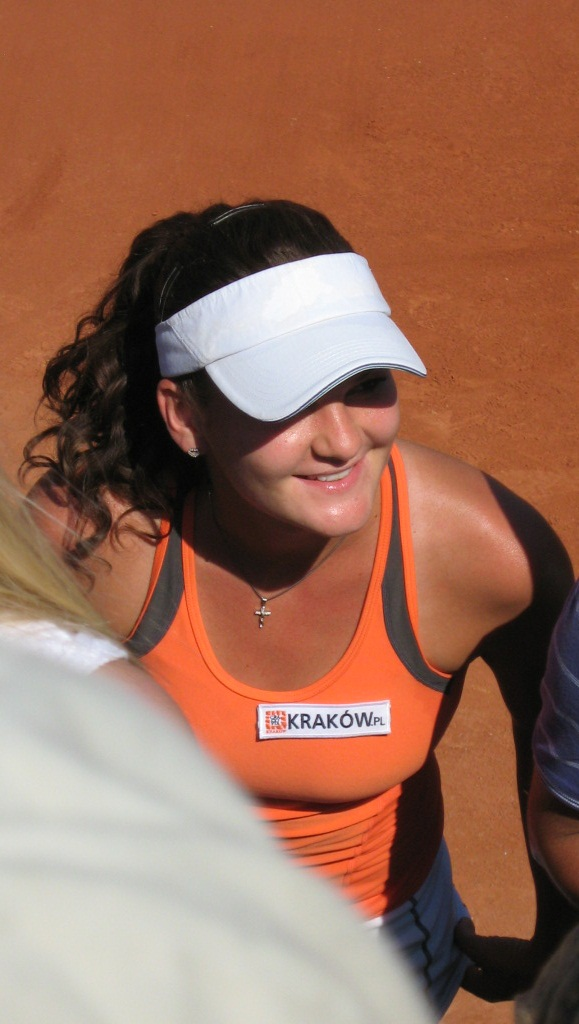
Агнешка Радваньская из Польши — победительница одиночного турнира в 2011-м году.

Mercury Insurance Open 2011 — ежегодный профессиональный женский теннисный турнир премьер категории. Соревнование в 31й раз проводилось на открытых хардовых кортах в Карлсбаде, США. Матчи прошли со 1 по 7 августа.
Прошлогодние победители:
- в одиночном разряде —  Светлана Кузнецова
- в парном разряде —  Мария Кириленко и  Чжэн Цзе

## US Open Series
Ко второй соревновательной неделе борьба за бонусные призовые выглядела следующим образом:
| Поз. | Игрок               | Турниров 1 | Побед | Очков |
| ---- | ------------------- | ---------- | ----- | ----- |
| 1    | Серена Уильямс      | 1          | 1     | 70    |
| 2    | Марион Бартоли      | 1          |       | 45    |
| 3-4  | Доминика Цибулкова  | 1          |       | 25    |
| 3-4  | Сабина Лисицки      | 1          |       | 25    |
| 5-8  | Марина Эракович     | 1          |       | 15    |
| 5-8  | Аюми Морита         | 1          |       | 15    |
| 5-8  | Агнешка Радваньская | 1          |       | 15    |
| 5-8  | Мария Шарапова      | 1          |       | 15    |

* — Золотым цветом выделены участники турнира.
1 — Количество турниров серии, в которых данный участник достиг четвертьфинала и выше (Premier) или 1/8 финала и выше (Premier 5 и Premier Mandatory)

## Соревнования

### Одиночный турнир
Агнешка Радваньская обыграла  Веру Звонарёву со счётом 6-3, 6-4.
- Радваньская выигрывает свой 1й титул в году и 5й за карьеру в туре ассоциации.
- Радваньская побеждает на турнире ассоциации впервые за 37 месяцев.
- Радваньская уступает в финалах турниров ассоциации только Светлане Кузнецовой.
- Звонарёва уступает 1й финал в году и 17й за карьеру.

### Парный турнир
Квета Пешке /  Катарина Среботник обыграли  Ракель Копс-Джонс /  Абигейл Спирс со счётом 6-0, 6-2.
- Пешке выигрывает свой 5й турнир в году и 21й за карьеру на соревнованиях ассоциации.
- Среботник выигрывает свой 5й турнир в году и 28й за карьеру на соревнованиях ассоциации.